# 叉缝藻属
叉缝藻属（学名：Raphidivergens）是舟形藻科下的一个属。

## 下属物种
本属包括以下物种：
- 棍形叉縫藻 Raphidivergens bacilliformis Chin & Cheng, 1992